# Фёр, Жорж де
Жорж де Фёр (фр. Georges de Feure, настоящее имя Жорж Йозеф ван Слейтерс, нидерл. Georges Joseph van Sluijters; 6 сентября 1868 года, Париж — 26 ноября 1943 года, Париж) — французский художник, дизайнер и театральный декоратор.

## Жизнь и творчество

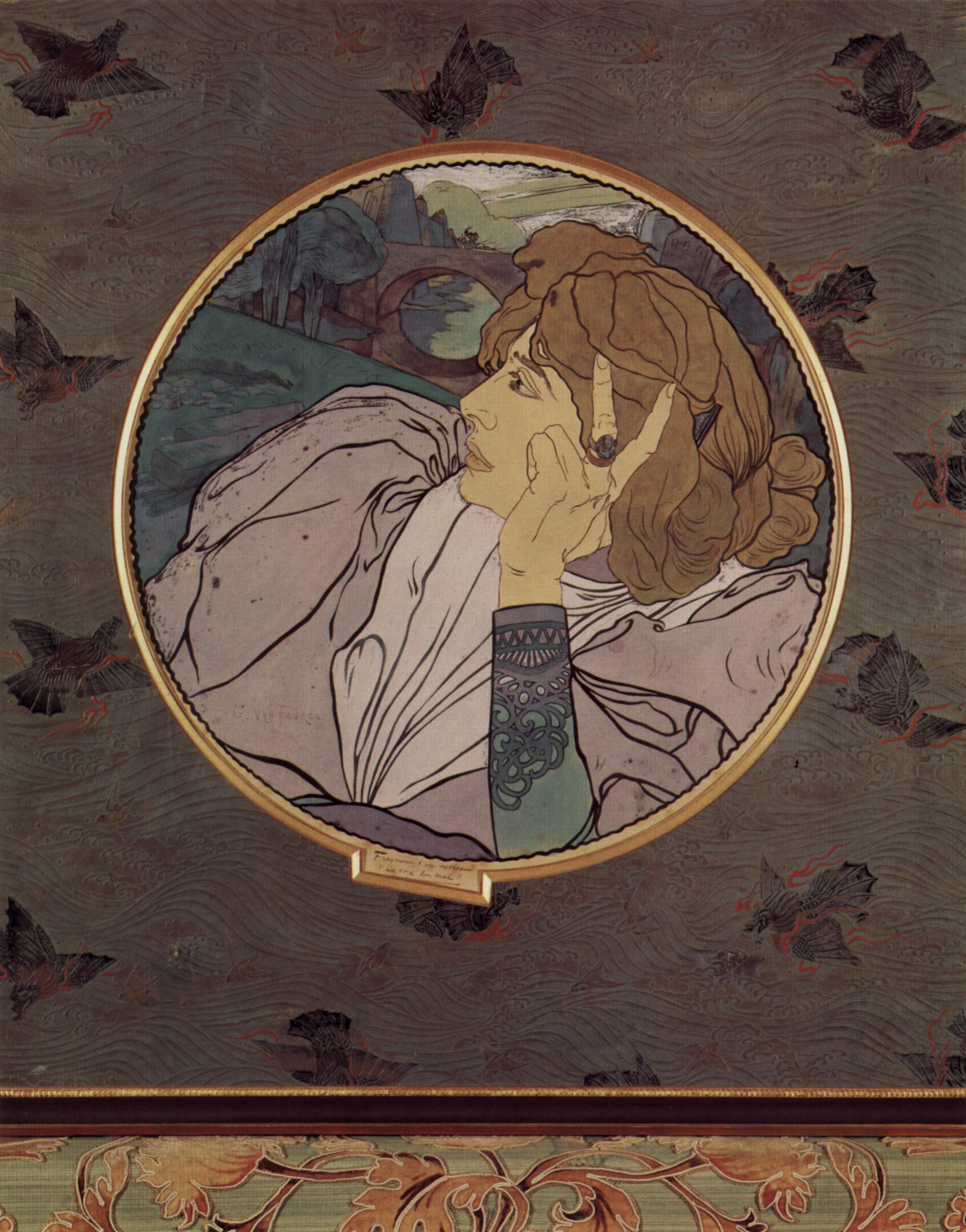
Жорж де Фёр. «Меланхолия»

Родился в семье архитектора. Отец Ж. де Фёра был голландцем, мать — бельгийкой. На французский манер начал называть себя Жоржем де Фёром в 1890 году, почти сразу по приезде из Нидерландов в Париж. Де Фёр создавал иллюстрации для литературно-художественного журнала «La Plume» (фр.), выходившего с 1889 года. Этот популярный журнал основал Леон Дешан (фр.). В 1894 году де Фёр создал рекламную афишу пятой выставки Салона ста (фр.). В своём художественном творчестве де Фёр был символистом и одним из основателей парижского модернизма. Полотна де Фёра носили ярко выраженный декоративный характер. С 1894 года работал совместно с художником-декоратором, мастером плаката Жюлем Шере. Де Фёр также выставлял свои акварели на Салоне Роза+Крест (фр.). Участвовал во Всемирной выставке 1900 года в Париже.
Жорж де Фёр создал в живописи свой особенный, романтический образ женщины, принёсший ему славу и широкую известность на рубеже XIX—XX столетий. Живописец также тесно сотрудничал, как автор художественных плакатов к спектаклям, с театральным и оперным миром.

## Галерея
- Georges de Feure